# Silene laxa
Silene laxa är en nejlikväxtart som beskrevs av Pierre Edmond Boissier och Ky. Silene laxa ingår i släktet glimmar, och familjen nejlikväxter. Inga underarter finns listade i Catalogue of Life.